# 345972 Rufin
345972 Rufin este o planetă minoră (asteroid) din centura de asteroizi. A fost descoperită pe 14 octombrie 2007 la Saint-Sulpice de Bernard Christophe⁠(d) și a fost numită după Jean-Christophe Rufin. 
Obiectul prezintă o orbită caracterizată de o semiaxă mare de 2,7655462382066 UAi, o excentricitate de 0,080791502723781, o înclinație de 0,61983863711974 ° în raport cu ecliptica.